# Gilbert Mury
Gilbert Mury (* 1920; † 16. Mai 1975) war ein französischer Politiker (PCF).
Mury wirkte bei der Résistance mit, war Leiter der Parti communiste marxiste-léniniste de France, wurde nach dem Vorwurf, er sei Maoist, aus der Partei ausgeschlossen, und veröffentlichte zahlreiche Schriften. Er war mit Enver Hoxha befreundet und mit der Kommunistin Suzanne Mury verheiratet.